# 아르미드

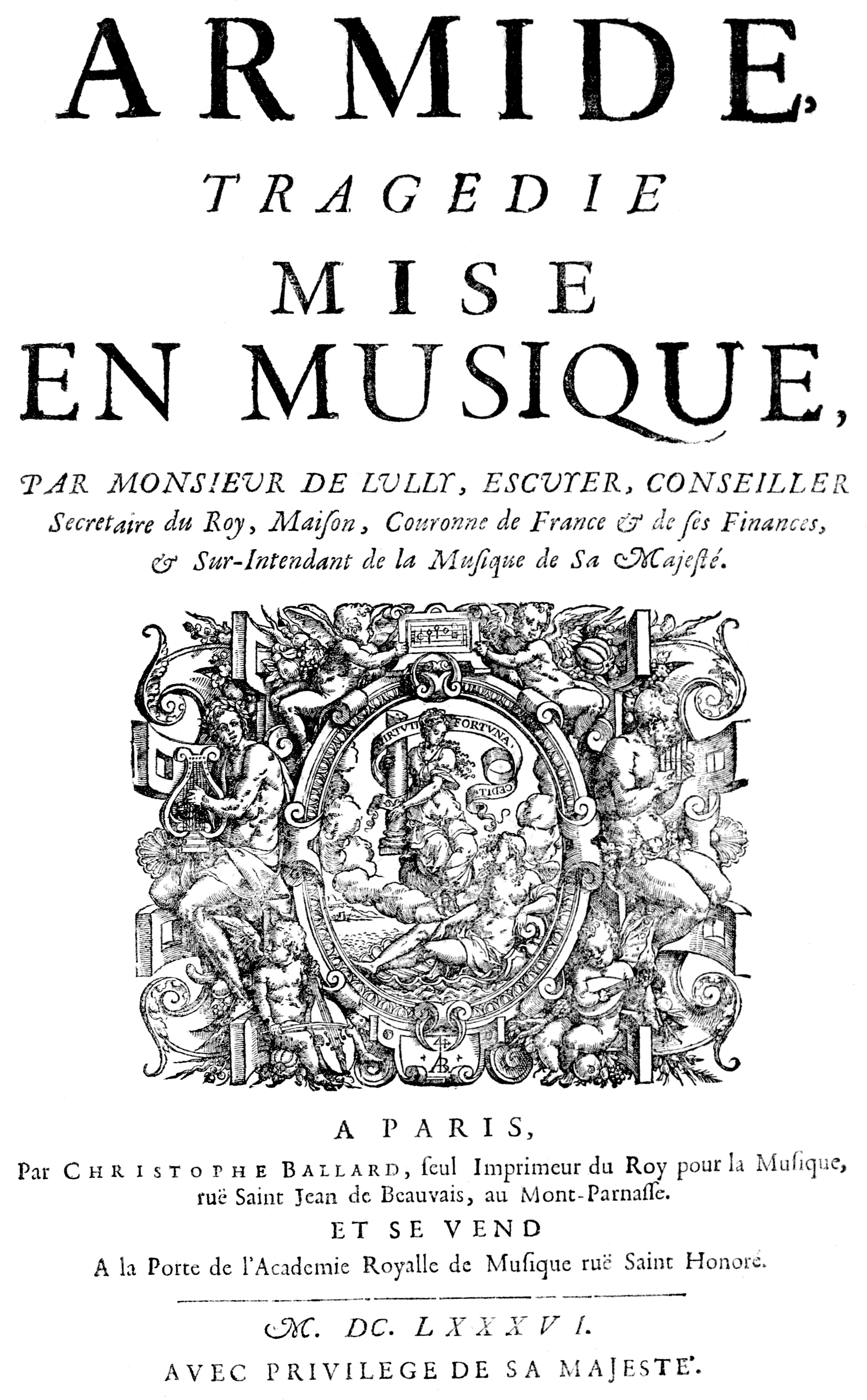

아르미드(Armide)는 장바티스트 륄리가 작곡한 서정 비극 양식의 오페라로, 5막으로 구성된다. 토르쿼토 타소의 《구원된 예루살렘》를 기초로 필리프 퀴노가 프랑스어 대본은 작성하였다. 1686년 2월 15일 파리시의 파리 오페라에서 초연되었다.

## 등장인물
- 아르미드 (소프라노)
- 아롱트 (베이스)
- 아르테미도르 (테너)
- 이드로트t (베이스)
- La Gloire (소프라노)
- La Haine (테너)
- La Sagesse (소프라노)
- Phénice (소프라노)
- Renaud (카운터 테너)
- Sidonie (소프라노)
- Ubalde (베이스)

## 줄거리
- 제1차 십자군 전쟁 동안, 마법사 아르미드와 기독교인 기사 Renaud의 사랑을 그린다.

## 같이 보기
- 리날도 (오페라)